# جرج ششم
جرج ششم با نامِ کاملِ آلبرت فردریک آرتور جرج (به انگلیسی: Albert Frederick Arthur George) (۱۴ دسامبر ۱۸۹۵ – ۶ فوریه ۱۹۵۲) پادشاه بریتانیا و قلمروهای بریتانیا و امپراتور هند از ۱۹۳۶ تا ۱۹۵۲ بود. او که تا پیش از بر تخت نشستنش عنوان پرنس آلبرت، دوک یورک را از ۱۹۲۰ تا ۱۹۳۶ داشت پس از کناره‌گیری برادرش ادوارد هشتم از سلطنت، جانشین او شد. جرج ششم در طول جنگ جهانی دوم و در بحبوحهٔ بمباران‌های لندن در آنجا ماند و به سرکشی به مناطق آسیب‌دیده پرداخت و با این کار، تحسین مردم انگلستان را برانگیخت. جرج ششم همچنین آخرین پادشاه انگلیسی است که عنوان «امپراتور هند» را داشت و پس از آن نخستین کسی است که به ریاست کشورهای مشترک‌المنافع رسید.

## زندگی

### سال‌های آغازین
جرج ششم دومین پسر جرج پنجم و ماری تک بود که در کاخ یورک کاتج در سندرینگهام در ۱۴ دسامبر ۱۸۹۵ زاده شد. این روز مصادف با سال روز درگذشت پرنس آلبرت، همسر ملکه ویکتوریا بود و به همین سبب نوزاد را به افتخار او آلبرت فردریک آرتور جرج نامگذاری کردند.
جرج ششم در ابتدا به‌طور خصوصی و در منزل مورد آموزش قرار گرفت و پس از آن به کالج نیروی دریایی در آزبورن و دارتموث فرستاده شد. او سپس در ۱۹۱۳ وارد نیروی دریایی سلطنتی شد و تا ۱۹۱۷ در آنجا خدمت نمود و در همین مدت در نبرد جوتلند در ۱۹۱۶ شرکت کرد. پس از آن در ۱۹۱۷ به کار در خدمات هوایی نیروی دریایی سلطنتی مشغول گردید و در ۱۹۱۹ وارد نیروی هوایی سلطنتی بریتانیا شد. او سپس در همان سال وارد کالج ترینیتی در کمبریج شد و تا ۱۹۲۰ در آنجا بود.

### دوک یورک
جرج در سوم ژوئن ۱۹۲۰ مقام دوک یورک را دریافت نمود و پس از آن از ۱۹۲۱ تا ۱۹۳۹ میزبان کمپ سالانهٔ دوک یورک شد که تعداد برابری از دانش‌آموزان پسر مدارس خصوصی و پسران نواحی صنعتی به مدت یک هفته مهمان او می‌شدند. جرج در ۲۶ آوریل ۱۹۲۳ با بانو الیزابت آنجلا مارگریت بووز-لیون، کوچکترین دختر ارل چهاردهم استراتمور و کینگهورن ازدواج کرد. ثمرهٔ این ازدواج دو فرزند دختر به نام‌های شاهدخت الیزابت (بعدتر ملکه الیزابت دوم) و شاهدخت مارگارت (بعدتر کنتس اسنودون) بود.

### پادشاه پادشاهی متحده
شاه جرج پنجم در ۱۹۳۶ درگذشت و دیوید، برادر بزرگ جرج ششم با عنوان ادوارد هشتم جانشین او شد. با این حال تصمیم ادوارد هشتم برای ازدواج با والیس سیمپسون، زنی آمریکایی که دو بار طلاق گرفته بود بحران‌ساز شد و ادوارد با توصیهٔ نخست‌وزیر وقت از پادشاهی انگلستان کناره‌گیری نمود و در ۱۹۳۷ با والیس سیمپسون در فرانسه ازدواج کرد.
به‌دنبال این کناره‌گیری، دوک یورک در ۱۱ دسامبر ۱۹۳۶ برتخت نشست و فردای همان روز رسماً به پادشاهی بریتانیای کبیر رسید. او برای حفظ پیوستگی با حکومت پدرش جرج پنجم نام جرج ششم را برای خود برگزید و در ۱۲ مه ۱۹۳۷ در وست‌مینستر ابی تاجگذاری کرد.

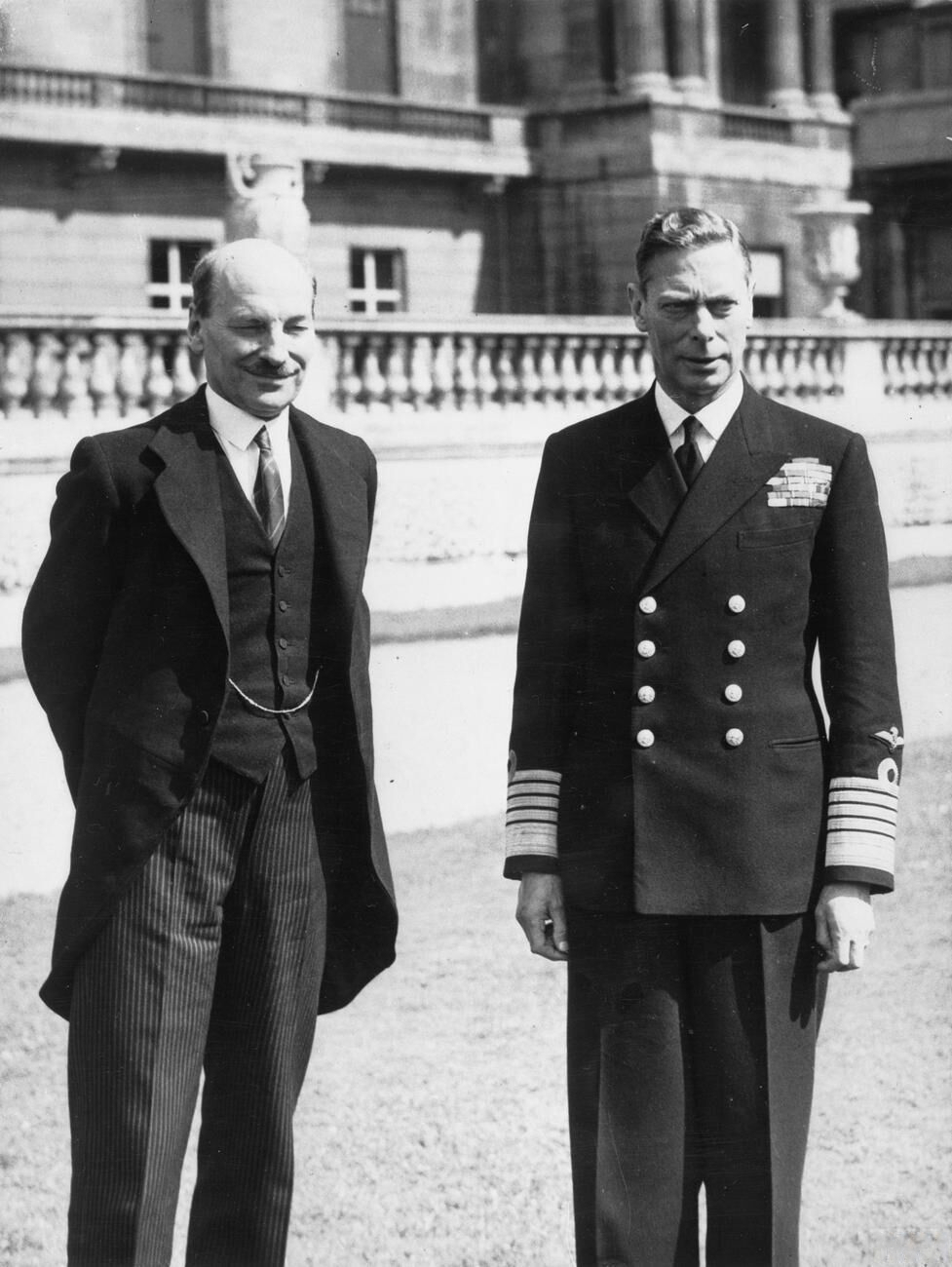
۱۹۴۵

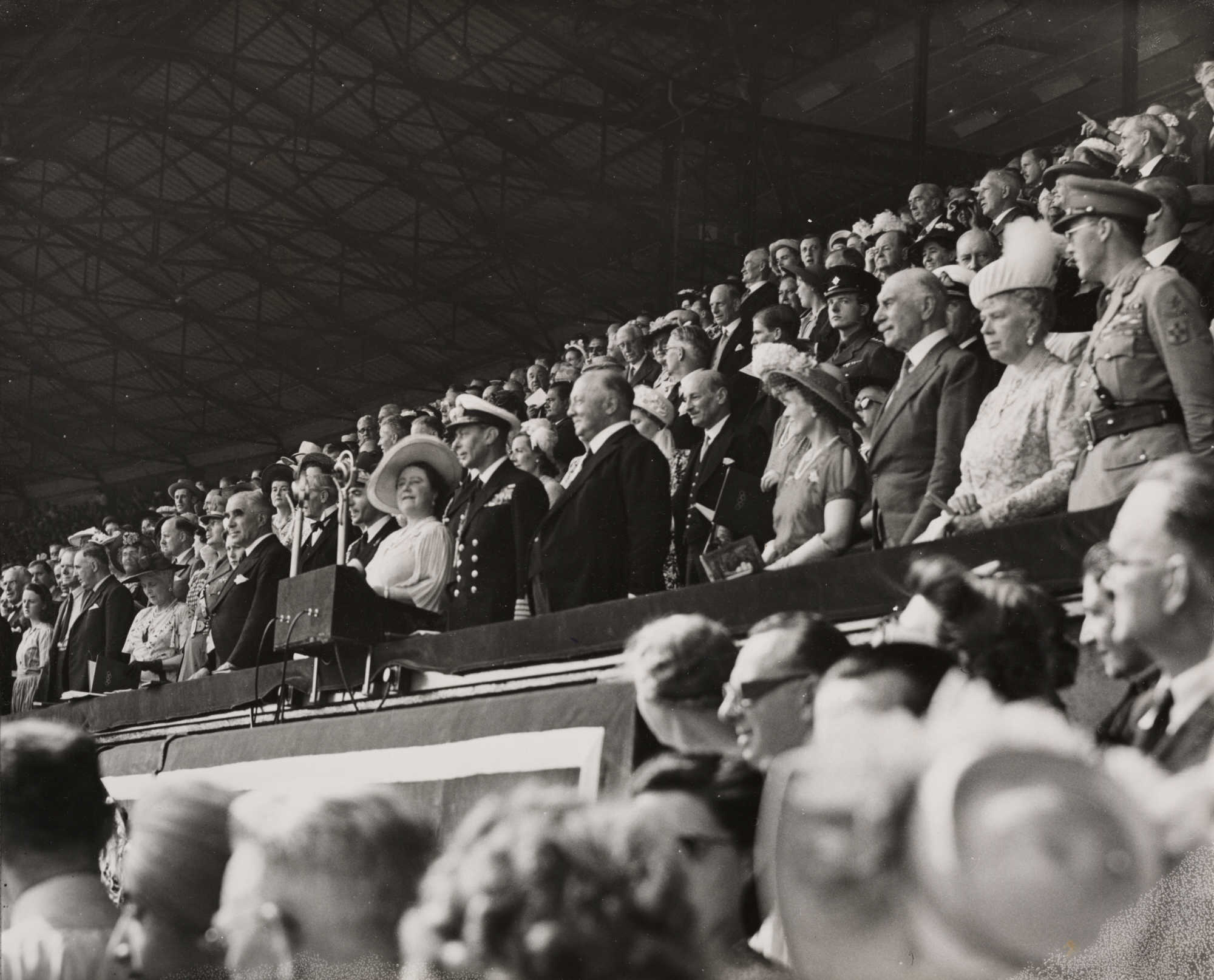
۱۹۴۸

### جنگ جهانی دوم
شاه جرج ششم تا پیش از شروع جنگ جهانی دوم بار دیگر بر همبستگی بین فرانسه و انگلستان تأکید نمود و دوستی نزدیکی با فرانکلین روزولت، رئیس‌جمهور وقت ایالات متحده آمریکا پیدا کرد. او حامی سیاست نخست‌وزیرش نویل چمبرلین در دلجویی از آلمان و ایتالیا بود اما مجلس عوام در ۱۹۴۰ چمبرلین را مجبور به استعفا کرد. جرج تمایل داشت تا ادوارد هالیفاکس (بعدتر ارل اول هالیفاکس) را به نخست‌وزیری برساند اما تحریک به انتخاب وینستون چرچیل شد و در طول جنگ از موضع رهبرانهٔ او حمایت نمود.
جرج ششم در طول جنگ الگویی برای دیگر مردم در تحمل محدودیت‌های ناشی از جنگ بود. او به جای ترک لندن بمباران‌شده در همان‌جا ماند و به زندگی در کاخ باکینگهام که بر اثر اصابت بمب آسیب دیده بود ادامه داد. او در این مدت با ارتشیان خود در جبهه‌های مختلف دیدار کرد و در تمامی سخنرانی‌های مربوط به جنگ شرکت جست و باوجود منع سخنرانی به پخش سخنانش پرداخت.

### ریاست کشورهای هم‌سود
جرج ششم آخرین پادشاه بریتانیا بود که عنوان امپراتور هند را داشت. با استقلال هندوستان از بریتانیا این عنوان هم از نام شاه زدوده شد، با این حال او در ۲۷ آوریل ۱۹۴۹ از سوی دولت‌های کشورهای مشترک‌المنافع به ریاست اتحادیه این کشورها انتخاب شد.

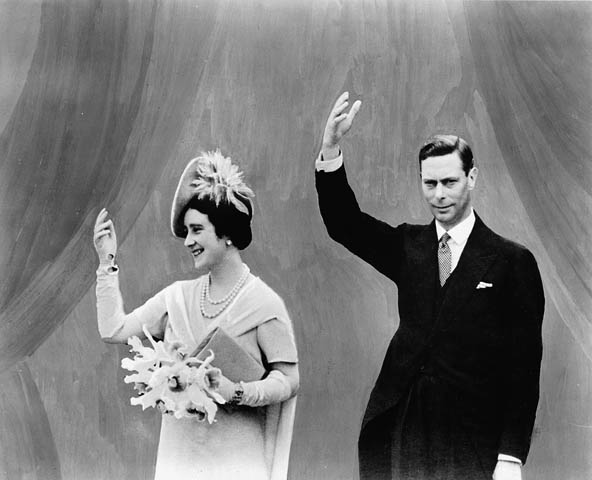
۱۹۳۹

### سال‌های پایانی و مرگ
سلامت جرج ششم از ۱۹۴۸ به بعد رو به وخامت گذاشت. او که همواره فردی نگران بود و بسیار سیگار می‌کشید در ۱۹۴۹ تحت عمل جراحی قرار گرفت. با این حال تا ۱۹۵۱ معلوم شد که جرج ششم به سرطان ریه مبتلاست هرچند این موضوع از خود او پنهان نگه داشته شد.
آخرین حضور جرج ششم در انظار عمومی در ۳۱ ژانویهٔ ۱۹۵۲ اتفاق افتاد که برای بدرقهٔ دخترش الیزابت و شوهرش که عازم آفریقا بودند به فرودگاه رفته بود. بنا به گفتهٔ شاهدان او در این زمان بسیار لاغر و نحیف شده بود. جرج ششم در ۶ فوریه ۱۹۵۲ در سندرینگهام هاوس در نزدیکی سندرینگهام در نورفولک درگذشت و در وینزر به خاک سپرده شد.

## فیلم سخنرانی پادشاه
در سال ۲۰۱۰ فیلم درام تاریخی‌ای با نام سخنرانی پادشاه محصول بریتانیا به کارگردانی تام هوپر بر پایه فیلم‌نامه دیوید سایدلر در مورد جرج ششم و لکنت زبان وی ساخته شد که در جشنواره‌های مختلف جوائزی دریافت کرد. در این فیلم نقش پادشاه را کالین فرث و نقش پزشک او را جفری راش بازی کرده‌اند. فرث در هشتاد و سومین مراسم اهدای جوائز اسکار که در ۸ اسفند ۱۳۸۹ برگزار شد جایزه اول بهترین بازیگر مرد سال را به خاطر همین نقش دریافت نمود.